# Cinéma de guérilla
 (juillet 2025).
 (juillet 2025).
 (juillet 2025).

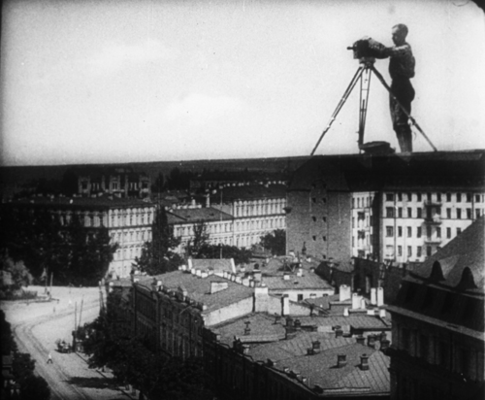
L'Homme à la caméra (1929) de Dziga Vertov.

Cinéma de guérilla, ou cinéma guérilla, désigne des films produits sans ou avec très peu d'argent par des équipes très petites filmant avec des équipements légers et, dans la plupart des cas, utilisant des accessoires fabriqués à partir de tout ce qui est à portée de main. On tourne vite en lieux privés ou publics sans autorisation. Le cinéma de guérilla est en règle générale pratiqué par des cinéastes indépendants qui ne peuvent pas travailler avec des budgets confortables ni construire des décors coûteux.
Les « majors », les entreprises nord-américaines du cinéma mainstream, font face au cinéma de guérilla (« cinéma produit en dehors des conglomérats médiatiques ») sous-estimant l’importance ou l’intérêt de ce genre — ou alors, si elles se sentent menacées ou endommagées pour n’importe quelle raison face aux tactiques de la guérilla —, en faisant clairement comprendre aux transgresseurs qu’ils risquent d’être poursuivis par la loi une fois que leur réputation est affectée par « exposition publique négative » (negative PR exposure) en conséquence de telles pratiques. Le « cinéma d'Hollywood » peut être vu comme le résultat d’un vaste mélange de plusieurs genres cinématographiques tels que « (...) ces formules populaires de narrative comme le western, le film musical ou le film de gangsters qui ont dominé les arts de l'écran, ainsi constituant un genre cinématographique (...) »,,.
S’opposant à la culture mainstream, le cinéma de guérilla n’est pas tout simplement une technique de tournage, il vient en-avant et va au-delà de la technique. Il traite avec des formules et des principes éthiques en tant qu'un œuvre d’art, ce qui permet de faire des films à bas coût, mais non d’importance historique ou de qualité inférieure à ceux du cinéma classique d'Hollywood, ou du Nouvel Hollywood, utilisant souvent les ingrédients des médias de masse, tels que ceux de n’importe quel gros studio de cinéma, pour atteindre des audiences plus vastes et du succès commercial, malgré leur sortie limitée.
« Le développement le plus important dans la culture américaine des deux dernières décennies est l'émergence du cinéma indépendant en tant qu’alternative viable à Hollywood. En effet, tandis que les studios d'Hollywood consacrent beaucoup de leur temps et de leur énergie à pondre des films vibrants à gros budget (films strictement commerciaux) soutenus par la participation de grandes stars, un cinéma indépendant renégat, qui défie les banquets du mainstream, fleurit toujours aidé par des critiques favorables et par un public loyal ». Il revendique le droit à l'égalité dans la distribution et se bat pour cela,.

## Films de guérilla
Le premier film de guérilla est, selon toute probabilité, Les Enfants d'Hiroshima, 1952, du réalisateur japonais Kaneto Shindō[réf. nécessaire].
La Complainte du sentier (Pather Panchali), 1955, du réalisateur indien Satyajit Ray, est le premier film de la Trilogie d'Apu, suivi par Aparajito (L'Invaincu), 1956, et Apur Sansar (Le Monde d'Apu), 1959 : tous produits avec des budgets très bas, tournés en particulier avec des économies de Ray et des acteurs amateurs de la localité. La Complainte du sentier est un des films pionniers du cinéma parallèle,, mouvement indépendant qui s’opposait aux mainstreams du cinéma américain et du cinéma indien. Ce film a reçu le prix du meilleur documentaire humain au Festival de Cannes 1956 et a obtenu un grand succès aux États-Unis en 1958 restant en salle à la Fifth Avenue Playhouse de New York pendant huit mois. Le critique anglais Basil Wright le considérait comme « une œuvre d’art nouveau et incontestable ». Satyajit Ray, qui ne tournait pas des films commerciaux, est vu comme l'un des plus grands réalisateurs de l´histoire du cinéma. Akira Kurosawa a dit à ce propos que « Ne pas avoir vu les films de Ray est comme avoir vécu sans voir le soleil ou la lune ». Satyajit Ray détient le record pour le plus grand nombre de sélections à la Berlinale avec sept films. En 1992, les critiques du magazine Sight & Sound le plaçaient comme numéro sept sur une liste des dix meilleurs réalisateurs du monde.
On the Bowery (1956) est une docufiction à bas devis de Lionel Rogosin, le premier réalisateur américain qui a obtenu le prix pour le meilleur documentaire au Festival de Venise. Ce film, aussi bien nommé pour le prix du meilleur long métrage documentaire des Oscars du cinéma, fut tourné avec une lourde caméra de 35mm sur un trépied peu avant que les caméras portables de 16mm soient adaptées à des équipements légers de prise de son. Martin Scorsese s’est exprimé sur ce film avec ces mots : « Une étape importante dans le cinéma américain. On The Bowery est très spécial pour moi. Le film de Rogosin est très fidèle à mes souvenirs de ce lieu et de l'époque... C’est un accomplissement rare ». On The Bowery se caractérise par un « mode d’observation qui viendrait à être connu sous le nom cinéma vérité (terme inventé par Jean Rouch) (...). En même temps, le film de Rogosin est fondé sur les techniques et la rhétorique classique d’Hollywood ».
Une simple histoire (1958) est le premier film du réalisateur français Marcel Hanoun,, vainqueur du premier prix à Cannes de l'Eurovision, 1959. Ce film fascine Jean-Luc Godard, qui décide de soutenir financièrement Hanoun à l'avenir. Contemporain de la Nouvelle Vague,, Hanoun fera de nombreux autres films expérimentaux englobant une recherche avancée dans le tournage et dans le montage, comme la désynchronisation entre l'image et le son, ainsi créant des œuvres imprégnées d'une forte charge poétique, dans leur plupart des métafilms. Il sera bientôt marginalisé par l'industrie et par la critique et considéré un cinéaste maudit. Par contre, Jonas Mekas le classe comme le plus grand cinéaste français depuis Robert Bresson,.
Moi, un Noir est un film français de 1958, une ethnofiction de Jean Rouch, œuvre séminal en anthropologie visuelle. Tourné avec une toute petite équipe et un budget très faible, ce film eut un énorme succès et fut annoncé comme décisif dans le lancement de la Nouvelle Vague. Jean-Luc Godard a classé Moi, un Noir comme son quatrième film préféré de tous les temps et a fait valoir dans l'édition de mars 1959 du magazine Arts que le film avait atteint un « niveau de vérité sans précédent capturée sur la pellicule ».
François Truffaut est considéré par certains historiens comme ayant utilisé les techniques du cinéma de guérilla pour la première fois dans Les Quatre Cents Coups (1959). Truffaut est le fondateur de la politique des auteurs à une époque où, dans plusieurs pays, plusieurs réalisateurs ont ouvert de nouveaux horizons à la création cinématographique. En fait, il a été précédé de Rogosin, Ray, Amoun, Rouch, qui, voulant faire du cinéma d'art, ont été guidés par des impératifs éthiques qui les ont amenés à affronter la puissance d'Hollywood produisant des objets artistiques avec peu d'argent.
Les Enfants d'Hiroshima et L'Île nue (1960), deux films de Kaneto Shindo, sont des exemples de cette tendance. Come Back, Africa, de Rogosin, « un spécimen rare dans l’histoire de la docufiction et du cinéma politique à la une », est contemporain avec Les Quatre Cents Coups. Le cinéma vérité, la « vérité du cinéma » (Rouch), la docufiction ou le cinéma narratif à petit budget deviendraient des pratiques courantes dès le début des années cinquante.
Sweet Sweetback's Baadasssss Song (1971), film réalisé par Melvin Van Peebles, auto-financé, avec un prêt supplémentaire de Bill Cosby, tourné sur une période de vingt-neuf jours, raconte l'histoire d'un Afro-américain pauvre harcelé par les autorités des Blancs. Van Peebles joue lui-même tous les rôles de cascadeurs dont il a besoin, y compris plusieurs scènes de sexe explicite contractant une gonorrhée. Sentant qu'il est dangereux de faire un film sans le soutien de l'Union[Quoi ?], lui et quelques membres de l'équipe décident de travailler armés sur le plateau. Désirant que le film soit aussi bon que ceux des grands studios, il décide de mettre en pratique un rythme rapide de montage avec des plans sur plans fréquents, des innovations pour un film américain à l'époque. Il compose la musique du film lui-même. Et ainsi Sweet Sweetback's Baadasssss Song subvertit des conventions avec son style visuel et ses contenus irrévérencieux. Sorti d'abord que dans deux salles le vingt-trois avril 1971, controversé à différents niveaux,, le film connaît un grand succès et récolte 15 000 000 dollars au box-office. « En tant que scénariste, réalisateur et star de Sweetback, Van Peebles est un grand-père du cinéma d’ethnie noire ».
À la fin des années soixante, lorsque le Groupe Dziga Vertov est fondé par Jean-Luc Godard en sortant La Chinoise, certains réalisateurs français ont commencé à faire des films de guérilla politiques. Un des leaders de ce mouvement est Chris Marker, en collaboration avec les enseignants de l’IDHEC. Loin du Vietnam, 1967, est un film collectif contre la guerre du Vietnam signé par Alain Resnais, Agnès Varda, Jean-Luc Godard, Joris Ivens, Jean Rouch, Ruy Guerra et René Vautier. La plupart de ces groupes disparaîtront dans les années soixante-dix, mais Chris Marker, gardant l'esprit de ces guerriers audacieux, tourne Le Fond de l'air est rouge. 1977, qui raconte les combats révolutionnaires et spectaculaires durant les événements de Mai 1968 aussi bien ceux qui ont eu lieu au Japon, en Afrique et au Chili. Périssables, ces mouvements inspireraient d’autres gens[Qui ?] dans différentes parties du monde.
Le réalisateur indépendant nord-américain Robert Kramer,,,, ancien élève de philosophie et d’histoire de l’Europe de l’Est au Swarthmore College, à Swarthmore, en Pennsylvanie, s’est toujours consacré au cinéma politique. Il est le fondateur et le premier auteur du Newsreel. Réalisé, écrit et photographié par Kramer, Route One/USA, 1989, un film épique de « quatre heures et quart sur rien de moins que l'Amérique d'aujourd'hui », est un jalon dans la carrière de Kramer tel qu’il l’est dans l’histoire du film documentaire américain. D’autres films moins connus, tels que Milestones, 1975, mais pas moins importants, avaient été tournés plus tôt. Milestones dévoile l'Amérique dans les années soixante-dix. Puis, en 1975, il quitte son pays avec une caméra 16mm, sans argent dans sa poche, pour filmer les effets dramatiques de l’intervention d’Henry Kissinger au Portugal pendant la révolution des Œillets, qui a libéré le pays de plus de quarante années de fascisme : Scènes de la lutte de classe au Portugal, 1977.
Pour aider Kramer à faire ce film, certains de ses collègues portugais tels que Alberto Seixas Santos, Solveig Nordlund et Ricardo Costa, qui avaient subi dans leur vie et leur travail de longues années de répression, font tout ce qu’ils peuvent. Il faut mettre en lumière à l'étranger des faits mal compris de cette époque. Ils lui donnent des stocks de film vierge, du soutien personnel et technique. Deux ans plus tard, lorsque son film Guns, 1980, est présenté au Festival du film de New York, Vincent Canby écrit dans le New York Times que « son directeur est l'un des cinéastes les plus passionnants que nous avons et c’est incroyable qu'il n’arrive pas à trouver du financement qu’en France »,. C’est en France qu’il vivra jusqu’à sa mort prématuré. Kramer fait plus d'un film au Portugal en même temps que l'allemand Thomas Harlan tourne Torre Bela, un documentaire saisissant et touchant sur l’occupation sauvage par des paysans appauvris d’une maison abandonné d'un riche propriétaire foncier et agricole. Thomas est le fils de Veit Harlan, réalisateur aussi, un fidèle allié de Joseph Goebbels. Cette rencontre de Robert et Thomas les amènera à travailler ensemble sur le film Wundkanal (1984). Le processus de cette collaboration sera documenté dans Notre nazi, 1984, film de Kramer,. Les deux films seront présentés en première à la Mostra de Venise, 1984, où ils dérangent, et à la Berlinale, 1985, où ils déclenchent d'autres scandales. Un jour et une fois pour toutes, Kramer a écrit : « Nous voulons faire des films qui énervent, qui ébranlent nos présomptions, qui menacent, qui ne sont pas « soft vente » (difficiles à vendre), qui, j'espère – idéal impossible ! –, explosent comme des grenades sur les visages ou qui ouvrent les esprits comme une bonne ouvre-boîte ».
La décision de Kramer de filmer au Portugal après avoir fait Milestones est causée par les manchettes quotidiennes qui envahissent la presse internationale et par des émissions alarmantes de télévision faisant référence au Portugal dans le cadre de cette surprenante révolution (avril à novembre 1974). De manière significative, la situation ici est similaire à celle vécue au Chili pendant le gouvernement de Salvador Allende, trois ans plus tôt,,. Les chaînes ARD et CBS sont les observateurs les plus attentifs des risques que l’émergente politique du néolibéralisme de l’époque prend dans le cadre de la guerre froide[incompréhensible] : Portugal, en dépit d'être un petit pays, est le plateau où des événements menaçants (fait ou fiction) sont joués[incompréhensible]. On craint surtout la contamination à l'Europe d’un bouleversement pareil à travers une Espagne affaiblie par son régime fasciste et l'implantation d'un rempart soviétique en territoires hautement stratégiques de l’OTAN. Quelque chose d'entièrement différent est ressenti au Portugal. Avec la fin des colonies portugaises en Afrique, spécialement Angola et Mozambique, un riche « terrain vague » est laissé libre à l'avidité des superpuissances qui règnent dans le monde. Beaucoup de Portugais, principalement des intellectuels et des artistes, mal à l'aise dans un tel imbroglio, ingénument rêvant d'un résultat équitable pour les problèmes du pays, confus, lèvent leur voix pour se faire entendre et ainsi éviter le désastre. Beaucoup de jeunes cinéastes font tout ce qu'ils peuvent pour dénoncer le non-sens, pour montrer que le côté sombre de la lune est le plus brillant, pour expliquer aux gens qu’il faut agir au lieu de hausser les épaules. Ils agitent frénétiquement leurs bras pour être vus et entendus au-delà des frontières. Des fonds pour la production de films sont maintenant facilement obtenus, c’est la démocratie qui commande. Sur de faibles budgets, beaucoup de films politiques sont entre-temps produits. Pour une paire d'années, le Portugal sera le pays avec la plus grande production dans le monde de films de guérilla. En deux ans, dans ce pauvre et petit pays, quatre fictions et douze longs-métrages documentaires sont sortis, tous dénonçant des réalités injustes et des compréhensions accros[style à vérifier].
She's Gotta Have It (Nola Darling n'en fait qu'à sa tête), 1986,, est un film de guérilla de Spike Lee sur un budget de 175 000 dollars qui a fait un chiffre d'affaires de 7.137.502 au box-office américain. Ce film très stylisé, premier long métrage de Spike Lee, a reçu plein d'éloges, une bonne raison pour lui d'écrire un livre sur le succès du film. Ce livre, intitulé Gotta Have It by Spike Lee: Inside Guerrilla Filmmaking, décrit en détail les dix-huit mois épuisants qu'il a pris pour finir son travail. Le livre contient des notes personnelles et une interview par le journaliste George Nelson pour le magazine Billboard. Dans cette interview Lee déclare : « Pas beaucoup nous a manqué pour ne pas crever en faisant ce film ! ». Tourné en douze jours à Brooklyn en été de 1985, le film a conduit à un revirement dans un quartier habité par une communauté cosmopolite d’Afro-Américains de succès, attirant l'attention nationale et internationale sur un flot d'artistes et de musiciens émergents qui s'y étaient installés. Le film fut présenté au Festival de Cannes (prix de la jeunesse pour le meilleur film étranger) et remporta le « New Generation Award » (prix des critiques de cinéma de Los Angeles) en 1986.
New Queer Cinema (films de cinéastes indépendants, gays ou lesbiennes, désigne, principalement en Amérique du Nord et en Angleterre, un autre mouvement du cinéma de guérilla. Le réalisateur américain Gregg Araki (Los Angeles), cinéaste inclus dans cette catégorie, tourne son film Three Bewildered People in the Night (1987) avec une caméra Bolex à ressort et des chûtes de film vierges sur un budget de 5 000 dollars chacun. Ces films seraient le début d'une carrière régulière. Araki fut classé comme « une des voix les plus en colère, moins conventionnelles et, sans relâche, des plus intrigantes du cinéma indépendant ».
Robert Rodriguez, « un touche-à-tout du film », fait son premier long métrage (El Mariachi) en 1992 et vite se met à réaliser des films d’un considérable succès auprès du grand public. El Mariachi, un film d'action tourné en espagnol pour environ 7 000 dollars, avec de l'argent partiellement relevé en faisant du bénévolat comme cobaye en recherche médicale, remporte le prix du public au Festival du film de Sundance en 1992. Initialement prévu pour le marché de la vidéo domestique, il est distribué par Columbia Pictures. Rodriguez décrit ses expériences avec ce film dans son livre Rebel Without a Crew . Un ami et collaborateur de Quentin Tarantino, il décide de faire des sorties DVD pour montrer aux candidats à la réalisation comment faire des films rentables utilisant des techniques à faible coût. Défenseur du cinéma numérique, il est introduit à la pratique par le réalisateur George Lucas, qui personnellement l’invite à se servir de caméras numériques de son studio.
Darren Aronofsky, réalisateur américain assez connu, « un homme sans Dieu » (nous citons ses propres mots) a dû créer son dieu personnel : le cinéma narratif. En plus, soutenant que « le chemin vers le cœur est à travers le corps » (le corps de l'acteur), il soumet l'art au divertissement (« Mon boulot est avant tout et surtout celui d’un “entertainer” »),,. Il a certainement raison en suivant ce chemin. La sagesse d'une telle décision est prouvée par les neurosciences modernes (l'esprit et le corps sont une et la même chose). Ayant grandi au sein d’une famille juive, Aronofsky s’est dévoué dès tout petit à des histoires bibliques. Les histoires bibliques lui inspirent à faire des films surréalistes et inquiétants, « bien connus pour leur sujet souvent violent » qui presque toujours déclenchent de sérieuses controverses. Aronofsky s’en fiche, les controverses sérieuses aident à faire de l'argent : The Wrestler (2008), Black Swan, Noah (2014). La carrière réussie de Aronofsky est mise en évidence, parmi d’autres récompenses importantes, avec un Lion d'Or à la Mostra de Venise, 2008, pour The Wrestler, 2008, et avec un prix de la critique à San Francisco (San Francisco Film Critics Cercle Prix), 2010, pour Black Swan (meilleur réalisateur). En fait, le succès est une divinité ancienne qui frappe souvent à la porte de Aronofsky. Cela arrive pour la première fois lors de son premier film: Pi (1998). Pi, fait sur un budget relativement faible de 60 000 dollars, s’avère être un succès financier au box-office (3,2 millions de dollars bruts aux États-Unis) dans une sortie limitée en quelques salles. Dans un premier temps, Aronofsky amasse des fonds pour le projet vendant des actions de cent dollars à la famille et à ses amis. Il sera en mesure de payer tout de retour avec un bénéfice de 50 dollars par action lorsque le film est vendu à Artisan Entertainment. Avec Pi, Aronofsky est attribué comme meilleur réalisateur au Festival du film de Sundance, en 1998.
Pi (π) est une mystérieuse lettre qui, dès toujours, intrigue les mathématiciens et les philosophes. Pi est un thriller psychologique dont l’obsédé protagoniste, comme d’ailleurs ceux de la plupart des films de Aronofsky, est victime d’une conduite bizarre qui le mène «à un comportement sévèrement autodestructeur». Un jour, au cours de ses ruminations intellectuelles, il découvre que Pi est un équivalent à Torah, une chaîne de nombres qui forment un code envoyé par Dieu. Comme d’autres personnages bibliques, Dieu est sévèrement mis en question dans les films de Darren Aronofsky. L'architecture de ses films est un métier élaboré et complexe, conditionné par des règles strictes qu’il décide, en tant qu’honnête homme, de laisser aux débutants comme légat de ses bons principes,.
Bookwars (en) (Guerres de bouquins), 2000), est un documentaire biographique du jeune cinéaste asiatique Jason Rosette, un étudiant de cinéma à New York. Hors de l'école, sans un sou dans sa poche, sans nourriture sur sa table, il n'a d'autre choix que de vendre ses livres dans les rues. Il se rend compte alors qu'il lui faudrait s’arranger avec les gens qui dressent des tables couvertes de séduisante littérature sur les trottoirs frénétiques de Manhattan, la plupart d'entre eux des gars intelligents et cultivés essayant de faire un vivre: joli thème pour un film. Il a de la chance et trouve le bon producteur, Camerado (en), une société naissante qu’ira bientôt faire des progrès importants grâce au succès de ce film. Des petites caméras bon marché empruntées à des copains feront le travail. Aucun permis de tournage est recherché ou désiré pour un documentaire financé par la vente de bouquins pendant la prise de vues et grâce à l’aide de la Fondation Playboy qui contribue avec un peu d’argent. Le film se passe de gagner le prix du meilleur documentaire au New York Underground Film Festival (en) en 2000 et est nommé pour le prix Gotham. Depuis 2005, après avoir quitté les États-Unis, Rosette vit et travaille en Asie du Sud, où il dirige et produit régulièrement des films indépendants historiques, sociaux et politiques,,,,,.
Rejetant le cinéma mainstream, recherchant des formes alternatives d'expression, plus dignes en tant que vérité cinématographique, en tant qu’art et façon de montrer des aspects sensibles de la condition humaine, le réalisateur iranien Abbas Kiarostami, sur un micro budget, filme Ten (Dix) en 2002, une docufiction de long métrage très sobre. Il utilise deux caméras mini DV fixées au tableau de bord d'une voiture pour tourner dans le rues de Téhéran dix scènes en sept jours : les portraits d'une femme chauffeur de taxi (Mania Akbari (en)), épouse frustrée, et de divers passagers parmi lesquels son jeune fils et sa sœur, une prostituée de l'auto-stop. Ce film, présenté en première au Festival de Cannes de cette même année, sera acclamé par de nombreux critiques et par un large public à travers le monde,.
Brumas (Brumes) réalisé et produit par le cinéaste portugais Ricardo Costa – tourné en août/septembre 2001, sorti au 60e Festival de Venise en 2003 et en 2011 aux États-Unis avec une première au cinéma QUAD de New York –, est un exemple radical de cette pratique. Brumes est le premier film d'une trilogie autobiographique, suivi par Drifts. Les deux sont des films à petit budget, comme tous les films de Ricardo Costa, faits avec des ressources limitées et des équipes minimes. Avant cette trilogie, Longes (Lointains), il a réalisé une tétralogie de longs-métrages documentaires (1979 / début des années quatre-vingt) et deux autres docufictions : Mauvais Temps, (Mau Tempo, Marés e Mudança - en : Changing Tides (pt), 1976) et Le Pain et le Vin (O Pão e o Vinho - Bread and Wine (pt), 1981). Curieusement, les docufictions de Costa ressemblent à plusieurs égards ceux de Kiarostami.
Edward Burns est un acteur américain, également écrivain et réalisateur. Donnant toute raison aux auteurs défavorisés, ceux qui survivent face à Disney, il fait comme ils font et fait son film Recherchant Kitty (2004) à New York, une comédie dramatique, tourné avec 200 000 dollars, « avec une caméra numérique de 3.000, pourvue d’un adaptateur mini 35 », tenue à la main, petite équipe, pas de permis, comme font les autres. Heureux, il parle de ça, de ce « processus inhabituel », de ce qu’on appelle un film de guérilla, et tout ça dans le commentaire qu’il fait à la sortie de son « Kitty DVD »,,,.
Robert Greenwald, réalisateur et producteur indépendant américain de documentaires, initie une intense carrière militante dans le cinéma de guérilla en 2004 avec les films de long métrage Uncovered: The War on Iraq (en) et Outfoxed: Rupert Murdoch's War on Journalism (en) (Outfoxed : la guerre de Rupert Murdoch contre le journalisme),,,,. Il fera d’autres films, Iraq for Sale: The War Profiteers (en) (l'Irak à vendre : Les profiteurs de guerre), 2006, Rethink Afghanistan (Repenser l’Afghanistan), 2009, Unmanned: America's Drone Wars (en) (Sans hommes : les guerres des drones de l’Amérique), 2013, dans lequel s’avère le rôle éminent qu'il joue en dénonçant des actions et des affaires douteux des politiques américaines dans le monde, en particulier ceux où les intérêts pétroliers dans le Moyen-Orient son en cause. Son courage et la justesse de ses approches sont des faits largement reconnus par les médias qui dominent, même par ceux qui au Québec ne s'alignent pas avec les tendances de gauche, reconnaissant que ces questions « incitent des centaines de milliers de personnes à prendre l’action et à les injecter dans le mainstream »,.
Paranormal Activity, 2007, premier film de l’Américain israélien Oren Peli,, « quelqu’un hanté par des fantômes pendant toute une vie », fut filmé dans sa propre maison sur un budget de 15 000 dollars, dont la plupart fut appliqué dans l’achat d’une caméra et de nouveaux meubles. Film fini, le box-office a atteint 153 millions et demi. Le gros succès de ce premier film a donné origine à une série, avec Paramount et DreamWorks, de quatre préquelles réalisées par Peli et d’autres. Basé sur la politique du retour sur investissement, la série réalise des profits solides. Ça montre que les vieux ingrédients du drama classique au théâtre peuvent être utilisés dans les films de divertissement juste pour faire de l'argent,.
Silence, ça tue !, 2008, est un mockumentary belge réalisé par Chris Lamot aka Ljo Menzow, l’ayant comme star. À Bruxelles, fatigué de ne pas réussir à obtenir à l’abri des lois de soutien au cinéma le financement désire pour son projet, Chris Lamot organise une équipe pour faire un live movie, du cinéma vérité. Mais le producteur ne bouge pas. Muni d’un pistolet qu’il s’achète sur le marché noir, lui et son équipe vont à sa rencontre. Au bout d’un moment, lorsque le producteur admet qu'il a perdu le scénario que Chris lui a envoyé, celui-ci tire le pistolet. Fuyant, le producteur tombe en bas de la cage d'escalier et se tue. Ils font des plans pour se débarrasser du corps. Ça se complique. Pris de folie, Chris élimine tous les membres de l'équipe et tous ceux qui se dressent sur son chemin. Lamont, réalisateur et producteur indépendant, écrivain et professeur de cinéma, entre autres écoles, à l'université d'État de l'Arizona, cofondateur du International Horror and Sci-Fi Film Festival (en), un citoyen paisible, n’oserait plus prendre le risque d'être accusé d'« assassinat faisant des choses pareilles ».
Onan (Caméléon), 2009, est un long métrage en langue tamoule, réalisé par Shyam Madhavan Sarada. Le film, produit sur un budget de moins de 7 000 dollars par Wannabe Studios, qui tient un réseau en ligne de cinéastes indépendants et de cinéphiles qui s’entraident, sort au Festival du cinéma global (Global Cinema Festival), intégré dans la section 'Vista India', le 11 octobre 2009, fut considéré le premier film indien de guérilla, Pather Panchali étant oublié.
Escape from Tomorrow, 2013, produit avec environ un million de dollars par l’Américain Randy Moore,,. Ce film s’est fait remarquer au Festival du film de Sundance de 2013. Largement filmé sans permis au cœur de Walt Disney World Resort et de Disneyland, il raconte l’histoire d’horreur fantastique d'un homme qui, de visite à Disneyland, a une crise de nerfs le dernier jour de vacances en famille et qui dépeint le parc de façon négative. Craignant que le succès du film après le festival puisse être affecté par des poursuites juridiques de Disney, Moore décide pour une sortie limitée en salles et pour une iTunes on-demand le 11 octobre 2013. Ça montre, cette fois-ci, que les ingrédients d’Hollywod peuvent servir à d'autres fins que le pur divertissement de masse.
Clark: A Gonzomentary (en), 2013, du réalisateur américain Daniel DW, est un faux documentaire montrant un artiste excentrique de Philadelphie et son processus créatif : faire du journalisme gonzo, dans ce cas un métafilm conçu comme un documentaire, brouillant le spectateur entre réel et fiction,. Les techniques de guérilla mises en œuvre ont servi pour montrer le cinéma amateur se faisant au sein de l'histoire que le film raconte. Il fut tourné sur un budget de moins de 3 000 dollars avec une caméra Canon XL2 et un Panasonic AG-DVX100. Le directeur a utilisé un Steadicam vu l’abondance de prises à la main. Daniel a reçu le prix pour l'acteur principal (catégorie « comédie ou faux documentaire ») au LA Web Series Festival, 2013.
Qui a tué Johnny ?, 2013, est un film réalisé par l'actrice américaine-suisse Yangzom Brauen, une comédie loufoque (screwball comedy) tournée et produite dans Los Angeles, mettant en vedettes Melanie Winiger, Max Loong et Carlos Leal. Le financement de l'ensemble des 50 000 francs suisses fut fourni par l'appui personnel des membres de l'équipe, des acteurs, des investisseurs privés et à travers certains fonds de la plate-forme Kickstarter,,.
Deux docufictions iraniennes de Jafar Panahi, Pardé (2013) et Taxi Téhéran (2015), furent réalisées et produites sans soutiens financiers par l'auteur lui-même, interdit de filmer par les autorités de son pays sous l'accusation d’être quelqu’un qui viole la loi en s'exprimant librement. Pour aboutir ces films, Panahi a dû filmer en secret. Pour les faire connaître, il a dû envoyer sournoisement des copies à l'étranger. Sélectionné à la Berlinale 2013, Pardé emporte l'Ours d'argent du meilleur scénario et Taxi Téhéran l'Ours d'or du meilleur film et le prix FIPRESCI à la Berlinale 2015. Celui-ci serait particulièrement bien accueilli dans les milieux internationaux de distribution du cinéma indépendant. C'est pourquoi Panahi est devenu un symbole et un exemple du cinéma de guérilla. Gênées, les autorités iraniennes ont dû accepter les faits sans trop le déranger, mais l‘ont cependant empêché de quitter le pays pour quoi que ce soit.
Dérives (2016), un film portugais de Ricardo Costa, une docufiction aussi, se ressemble curieusement avec Taxi Téhéran dans plusieurs aspects (autobiographies, comédies, portraits d’une ville, films sans argent, metafilms). Il est un film assez différent pour d'autres raisons. En tant qu'autobiographie il est le portrait d’une personne qui se dédouble en personnages divergents, qui s’opposent dans leurs intérêts et dans leurs pratiques de vie, des frères qui se ressemblent mais se contreviennent, dans leurs visions du monde. Soucieux avec les problèmes du temps et de leur époque, l'un est photographe, l'autre horloger. La comédie qu'ils jouent est burlesque et non dramatique. Dans la ville où ils habitent, on respire la liberté, on n´étouffe pas à cause de l'ostracisme, ce qui appartient au passé. Le film où on les voit est drôle, il n'a rien à voir avec une atmosphère sombre. L'un d'eux quitte soudain son pays sans contrainte pour aller se balader. Ces films se ressemblent surtout parce qu'ils ont été faits sans argent,.
Le Pantin (2016) est également un film guérilla français, fabriqué avec un budget de 60 000 euros, qui est d'abord sorti en salles, puis en VOD en France et au Benelux (printemps 2018). Cette sortie a été accompagnée de la mise en ligne gratuite de "Filmer à tout prix", une série documentaire sur sa fabrication vue par le prisme du cinéma guérilla (8 épisodes de 10 à 20 minutes).
Kadour Naimi a fondé et dirigé, à Rome (Italie) la société de production et de distribution Maldoror Film (1986-2009), et un Festival Internazionale Cinema Libero (Festival International Cinéma Libre), (2006-2008).

### Une sélection de réalisations
- 1952 : Les Enfants d'Hiroshima, de Kaneto Shindō
- 1955 : La Complainte du sentier (Pather Panchali), de Satyajit Ray
- 1956 : On the Bowery, de Lionel Rogosin
- 1958 : Une simple histoire, de Marcel Hanoun
- 1958 : Moi, un Noir, ethnofiction de Jean Rouch
- 1959 : Les Quatre Cents Coups, de François Truffaut
- 1960 : Les Enfants d'Hiroshima et L'Île nue, de Kaneto Shindō
- 1961 : Come Back, Africa, de Rogosin
- 1967 : La Chinoise, du Groupe Dziga Vertov
- 1967 : Loin du Vietnam, de Chris Marker
- 1971 : Sweet Sweetback's Baadasssss Song, de Melvin Van Peebles
- 1977 : Le fond de l'air est rouge, de Chris Marker
- 1975 : Milestones, de Robert Kramer
- 1978 : Scènes de la lutte de classe au Portugal, de Robert Kramer
- 1984 : Wundkanal
- 1977 : Torre Bela, de Thomas Harlan
- 1986 : She's Gotta Have It (Nola Darling n'en fait qu'à sa tête), de Spike Lee
- 1987 : Three Bewildered People in the Night, de Gregg Araki
- 1989 : Route One/USA, de Robert Kramer
- 1992 : El Mariachi, de Robert Rodriguez
- 1998 : Pi, de Darren Aronofsky
- 2000 : Bookwars (Guerres de bouquins), de Jason Rosette[114]
- 2001 : Brumas (Brumes), de Ricardo Costa
- 2002 : Ten (Dix), d'Abbas Kiarostami
- 2004 : Recherchant Kitty, d'Edward Burns
- 2004 : Uncovered: The War on Iraq (en), Outfoxed: Rupert Murdoch's War on Journalism (en) (Outfoxed : la guerre de Rupert Murdoch contre le journalisme), de Robert Greenwald
- 2006 : Iraq for Sale: The War Profiteers (en) (l'Irak à vendre : Les profiteurs de guerre), de Robert Greenwald
- 2007 : Paranormal Activity, de l’Américain israélien Oren Peli
- 2008 : Silence, ça tue !, mockumentary belge réalisé par Chris Lamot[115]
- 2009 : Rethink Afghanistan (Repenser l’Afghanistan), de Robert Greenwald
- 2009 : Onan (Caméléon), de Shyam Madhavan Sarada[116]
- 2013 : Unmanned: America's Drone Wars (Sans hommes : les guerres des drones de l’Amérique), de Robert Greenwald
- 2013 : Escape from Tomorrow, de Randy Moore[117]
- 2013 : Clark: A Gonzomentary (en), faux documentaire de Daniel DW
- 2013 : Qui a tué Johnny ?, de Yangzom Brauen
- 2013 : Pardé, de Jafar Panahi
- 2015 : Taxi Téhéran, de Jafar Panahi
- 2016 : Le pantin de Mallory Grolleau
- 2016 : Derivas (Dérives), de Ricardo Costa

### Une sélection de réalisateurs
- Alain Resnais, Agnès Varda, Jean-Luc Godard, Joris Ivens, Jean Rouch, Ruy Guerra, René Vautier
- Robert Kramer
- Alberto Seixas Santos, Solveig Nordlund et Ricardo Costa
- Thomas Harlan

## Technologie
Après les «caméras d'actualités», la caméra portable avec du film fut la grande révolution technique et c'est elle qui donnera origine à la pratique du cinéma de guérilla. Des cinéastes d'avant-garde se sont mis alors à créer des films 'indépendants' et à explorer de nouveaux thèmes. Le tournant de cette évolution a eu lieu dans les années soixante avec les caméras 16mm, lorsque André Coutant aux Laboratoires Éclair commença à travailler en collaboration avec le canadian Michel Brault et avec Jean Rouch,. Peu après, surgissent les caméras insonorisées Éclair NPR (aussi connues comme Éclair Coutant ou Éclair 16, la première caméra légère filmant et enregistrant en synchronisme, une « walking camera ».
Le son synchronisé a été utilisé par Jean Rouch en 1960 dans la Chronique d'un été, un film marquant dans l’histoire du cinéma direct et du cinéma vérité , en utilisant une caméra 16mm relié par pilottone avec un prototype de la Nagra III, un magnétophone à transistors avec contrôle de vitesse électronique, qui pourrait être facilement porté sur l'épaule, développé par Stefan Kudelski. La conception ergonomique de cette caméra serait adoptée par des caméras vidéo dans l’ère numérique.
Le montage non linéaire serait la technique associée. Puis on voit surgir des petites caméras équipées avec les nouvelles technologies numériques du XXIe siècle. Des petites caméras de bonne qualité ensuite inventés sont maintenant largement utilisés par de nombreux cinéastes ainsi que des systèmes de montage d'ordinateur à domicile tels que Final Cut Pro, Avid et Première. La plupart des cinéastes de la guérilla utilisent ces outils. L’image numérique est un moyen pas cher et facile de, travaillant sur des faibles budgets, faire des films de qualité professionnelle, à diffusion (gratuite) massive facile. Ces équipements permettent en plus de filmer vite et discrètement. Un problème majeur se pose entretemps au cinéma de guérilla, celui de la distribution payante.

#### En anglais
- (en) How do you get financing for an independent film? – Article at Make Independent Films
- (en) Guerrilla Filmmaking Magazine
- (en) The 48 Hour Guerrilla Film Competition
- (en) Cinemacuteo free film school with guerrilla filmmaking techniques Guide to independent filmmakers (Guerrilla Filmmaking 101)
- (en) Guerrilla Filmmaking 101
- (en) Top ten tips for guerilla filmmaking
- (en) How to Become A Guerrilla Filmmaker
- (en) Adventures in Guerrilla Filmmaking, or Angels in the Editing Room
- (en) Nuts and Bolts Guerilla [sic] filmmaking
- (en) Guerilla Filmmaker Magazine

#### En français
- Cinéma Guérilla : mode d'emploi : le premier livre en France qui fournit les clefs du cinéma indépendant, Alain Robert, 18 avril 2012
- Le Panier de la rédac’ : "Cinéma guérilla – mode d’emploi" – Référence sur Allo Ciné, le 4 mai 2012
- Cinéma Guérilla - Livre de Jérôme Genevray sur Le workshop
- Pour un cinéma guérilla – Article sur ARTE, le 25 octobre 2011
- Le « cinéma guerilla » selon Pascal Tessaud : entretien sur Le sens des images
- Djinn Carrénard, le cinéma guerrilla – Référence sur France Culture le 24 novembre 2011
- “Rengaine”, du cinéma-guérilla fougueux et inventif – Article sur Les Inrocks le 13 novembre 2011
- Le cinéma guérilla selon zadi Jean-Pascal Zadi, l'ovni Hip-Hop – Article de Claire Diao sur Africultures le 6 février 2012
- J'ai fait un film avec 150 euros : mon manifeste guérilla de l'auto-production – Article sur L’OBS, Le Plus, le 3 novembre 2011
- Grèce : face à la crise, l’émergence d’un « cinéma guérilla » – Article sur Le Courrier des Balkans, le 25 avril 2011